# Direito computacional
O direito computacional é a área da informática legal que trata da automatização do raciocínio legal. O direito computacional é focado em leis, contratos, regulamentações e regras semanticamente ricos no contexto de ações eletronicamente mediadas. Em certo sentido poderia-se afirmar que o direito computacional busca levar a mesma riqueza de informação que a web semântica busca levar para a web para o universo das leis. Especificamente, busca-se atingir um nível de rigor na especificação de leis tal que seja possível analisar a maioria das questões legais de forma totalmente mecânica.
O Direito Computacional pode servir como base para a criação de sistemas computacionais capazes de realizar análises úteis de questões legais, tais como: Análise de regulamentações, checagem de conformidade a padrões, cálculo automatizado de impostos e taxas, e assim por diante. O direito computacional vem adquirindo maior projeção devido à penetração cada vez maior de dispositivos computacionais na sociedade, às novas possibilidades de interação humana através da Internet, e da necessidade de que os códigos legais acompanhem esses desenvolvimentos no mesmo ritmo em que eles surgem.

## História
Existe especulação sobre o potencial da aplicação de métodos computacionais ao direito desde, ao menos, a metade da década de 1940. Os primeiros primórdios de aplicações práticas datam de 1949, com a fundação, por acadêmicos estadunidenses de um campo de pesquisa conhecido por Jurimetria, que enfatiza a aplicação de métodos quantitativos e de estatística ao direito. Esse interesse na aplicação de análise quantitativa, teoria da informação, e outros métodos em geral mais típicos das ciências exatas ao direito levou eventualmente à fundação do periódico "Modern Uses of Logic in Law" (em português, "Aplicações Modernas da Lógica à Lei") no ano de 1959. Esse periódico propunha-se a ser um fórum onde seriam publicados artigos sobre a aplicação de técnicas oriundas da lógica matemática, engenharia, estatística e outros campos das ciências exatas ao direito. No ano de 1966, esse periódico foi renomeado e passou a chamar-se "Jurimetrics" (em portugês, "Jurimetria") 
Concorrentemente, no ano de 1958, o jurista francês Lucien Mehl apresentou um artigo que tratava sobre as possibilidades da utilização de métodos computacionais no direito, e, especificamente, sobre meios em potencial de automatizar a prática do direito. Todavia, desenvolvimentos sobre as ideias de Mehl em geral limitaram-se a máquinas que auxiliassem advogados na recuperação rápida de informações de casos passados e material de referência legal.
No Brasil, a disciplina da Jurimetria ganhou apoio considerável entre os praticantes do direito, com a formação da ABJ - Associação Brasileira de Jurimetria em 2009. A entidade descreve a área como utilizando "modelos estatísticos e probabilísticos para compreender processos jurídicos de decisão" 
Os primeiros esforços notáveis voltados a construir máquinas que pudessem dar respostas exatas a questões jurídicas datam de uma conferência realizada no ano de 1979 em Swansea, no País de Gales, que tinha por objetivo "considerar como computadores podem ser utilizados para descobrir e aplicar as normas embutidas nas fontes escritas da lei."  Já no ano de 1987, foi criada a Conferência Internacional em Inteligência Artificial e Direito (ICAIL). Nos anos 2000, começaram a surgir cursos universitários a nível de graduação e grupos de pesquisa em departamentos de computação sobre direito computacional.
A maioria dos esforços em Direito Computacional no Brasil tem sido liderados pelo Grupo TIControle do Tribunal de Contas da União, com o objetivo de integrar e estruturar as informações legislativas e jurídicas nas três esferas administrativas.

## Abordagens e aplicações

### Direito algorítmico
Direito algorítmico se refere à criação de códigos legais legíveis por máquina, os quais permitiriam a construção de bancos de dados legais sem a necessidade de técnicas sofisticadas de processamento de texto ou de mineração de dados, ou de códigos legais executáveis, os quais permitiriam a criação de sistemas computacionais que seriam capazes de tomar decisões legais automatizadas baseado apenas nos fatos de um caso legal. Uma possibilidade que também tem sido discutida é o uso de sistemas de controle de versão no código legal, o que permitiria aos cidadãos terem fácil acesso a todo o histórico de alterações de uma lei. Isso é útil frente a uma realidade legal onde decisões legais podem ser revisadas silenciosamente mesmo anos depois de sua publicação.
Já existem exemplos de código legal legível por máquina em amplo uso. Um exemplo é o padrão METAlex, criado pela Universidade de Amsterdã e subsequentemente adotado pelos governos do Reino Unido e dos Países Baixos. Outro padrão proposto é o LegalXML, criado pela organização de padronização [OASIS (organização)|OASIS] para "facilitar a troca eletrônica de informação legal".  Outras entidades escolheram tornar suas leis disponíveis em formatos que não foram criados especificamente para esse propósito. Por exemplo, o Parlamento alemão decidiu tornar seu código civil disponível no Github, utilizando a linguagem Markdown. Também existem projetos para gerar automaticamente código legível por máquina a partir da legislação existente, como o projeto Restatement. No Brasil, o Senado Federal publicou a Memória Legislativa do Código Civil, obra de referência que cataloga a história legislativa de todos os dispositivos do código civil. A obra só tornou-se possível devido à disponibilidade da representação das leis do Código Civil no padrão LexML Brasil.
Um exemplo que se destaca na área de código executável por máquina é o Projeto Hammurabi, que busca reescrever parte do código legal estadunidense de forma que as próprias leis sejam programas lógicos que possam processar fatos e gerar decisões. Pesquisadores na área de código legal executável por máquina em geral propõem separar as partes da lei que podem ser interpretada de forma objetiva e mecânica daquelas partes que necessitam de interpretação humana, de forma tal a possibilitar que as partes da lei que não precisem de intervenção humana possam ser automatizadas, com decisões jurídicas sobre casos simples sendo geradas totalmente a partir das condições fornecidas ao programa especificado pelas leis, enquanto casos mais complexos seriam resolvidos por humanos que realizariam a interpretação subjetiva dos casos, tendo a ajuda das leis, que nesse caso agiriam como um sistema especialista.

### Regulamentação algorítmica
Um conceito relativamente recente no direito computacional é a noção de regulamentação algorítmica, criada pelo empreendedor e ativista de código aberto Tim O' Reilly. Regulamentação algorítmica se refere ao uso de dados coletados de cidadãos a partir de computadores e dispositivos móveis, utilizando técnicas de Big data para automaticamente gerar regulamentações mais efetivas e eficientes. A área de regulamentação algorítmica preocupa-se em utilizar técnicas de otimização para gerar as melhores regulamentações possíveis através de dados coletados dos cidadãos, buscando eliminar regulamentação que não se adeque à realidade de uma determinada região ou um determinado povo.

### Análise de dados legais
Muito do esforço atual em direito computacional relaciona-se à análise de decisões legais. Muitas dessas análises são feitas através do uso de análise de rede em decisões judiciais de forma a se descobrir em quais leis a decisão foi baseada, encontrar relações entre casos e determinar diversas métricas sobre casos jurídicos. Em especial, uma métrica que tem sido aplicada com sucesso é a noção de distâncias matemáticas tais como a distância euclidiana, utilizada para dividir casos judiciais em categorias e determinar relações entre casos aparentemente distintos. Esse tipo de aplicação pode ajudar profissionais do setor legal a descobrir novos fatos e padrões sobre como a lei é efetivamente utilizada.
Uma aplicação prática da análise de dados legais foi a construção, em 2010, de um grafo de citações utilizadas em decisões da Corte Fiscal dos Estados Unidos tomadas entre os anos de 1990 e 2008. A análise desse grafo revelou que grandes seções do código fiscal estadunidense quase nunca eram citadas, enquanto algumas outras seções representavam a grande maioria das citações presentes. Tais análises podem fomentar o debate sobre a necessidade de determinadas leis e sobre quais direções a evolução dos códigos legais deve tomar.

### Visualização legal
A visualização do código legal, das referências entre leis, e das relações entre leis e decisões jurídicas, tem gerado discussões crescentes na área de direito computacional. O interesse na área é relacionado especialmente à possibilidade de permitir, por um lado, que leigos entendam de forma intuitiva decisões legais, mas também à possibilidade de permitir a profissionais da área do direito visualizarem padrões e relacionamentos difíceis de perceber utilizando métodos tradicionais de análise legal. Em especial, devido à prática comum entre os praticantes do direito de citarem fontes autoritativas em suas decisões, existe interesse na construção de visualizações dos grafos de relações entre decisões jurídicas.
O maior desafio na área de visualização legal é tornar as visualizações compreensíveis para usuários humanos. Mesmo casos simples podem conter uma alta densidade de citações. Para mitigar esse problema, já foram propostas várias técnicas, como realizar agrupamento semântico de grupos de nós da rede para reduzir a densidade de conexões no grafo e tornar as relações importantes mais visíveis ao usuário. Para que essa redução de complexidade seja realizada, são necessários sistemas de visualização que compreendam a semântica das leis e decisões representadas no sistema, reforçando a necessidade da participação de profissionais do direito na construção de sistemas de direito computacional.

### APIs legais
Uma aplicação do direito legal que tem adquirido relevância à medida que veículos autônomos aproximam-se cada vez mais de tornarem-se uma realidade presente na vida das pessoas comuns é a ideia de "lei sob demanda", ou APIs legais para veículos autônomos. Tais APIs, combinadas a legislação legível por máquina, poderiam permitir a sistemas autônomos adaptarem-se às legislações vigentes em qualquer área onde os mesmos adentrassem utilizando a Internet para buscar as novas legislações que se aplicassem na área. Isso torna-se especialmente importante quando regiões diferentes impõem regras diferentes a veículos autônomos, pois já foi notado por vários especialistas em direito que a lei exigiria que veículos autônomos ativassem ou desativassem certas capacidades quando cruzassem fronteiras.

## Padrões de representação de leis
1. O OASIS Legal XML é um padrão de representação de leis criado por especialistas em direito para a troca eletrônica de dados jurídicos.
2. O Departamento de Assuntos Económicos e Sociais das Nações Unidas (UNDESA) mantém um padrão baseado em XML de representação para documentos governamentais dos setores executivo, legislativo e judiciário chamado Akoma Ntoso.[32]
3. O Comitê Europeu de Normalização mantém um padrão de representação legal conhecido por Metalex.[18]
4. Baseado no padrão Akoma Ntoso, foi criado no Brasil o padrão de representação legal LexML Brasil.[33]
5. Também baseado no Akoma Ntoso, está em uso nos Estados Unidos o padrão USLM (United States Legislative Markup) [34]